# Melo (Gouveia)
Melo era una freguesia portuguesa del municipio de Gouveia, distrito de Guarda.

## Historia
La vieja aldea de Melo, perteneciente al municipio de Gouveia, a pocos kilómetros de la orilla izquierda del río Mondego, tiene su origen en que se estableció allí, por los años 1200, Don Mem Soares, caballero que acompañó al rey D. Alfonso III en la conquista del Algarve, recibiendo esta e incorporando a su apellido el de la aldea de Melo.[cita requerida]
Fue suprimida el 28 de enero de 2013, en aplicación de una resolución de la Asamblea de la República portuguesa promulgada el 16 de enero de 2013 al unirse con la freguesia de Nabais, formando la nueva freguesia de Melo e Nabais.